# Stenobothrus divergentivus
Stenobothrus divergentivus är en insektsart som beskrevs av Tokuichi Shiraki 1910. Stenobothrus divergentivus ingår i släktet Stenobothrus och familjen gräshoppor. Inga underarter finns listade i Catalogue of Life.